# Les Contes de l'oncle Rémus
Oncle Rémus est le narrateur fictif d'une série de contes folkloriques afro-américains compilés et adaptés par Joel Chandler Harris et publiés à partir de 1881. Harris était journaliste à Atlanta dans l'ère post-reconstruction et il a écrit sept livres sur l'Oncle Rémus à partir de contes qu'il avait collectés dans les plantations de coton.

## Structure

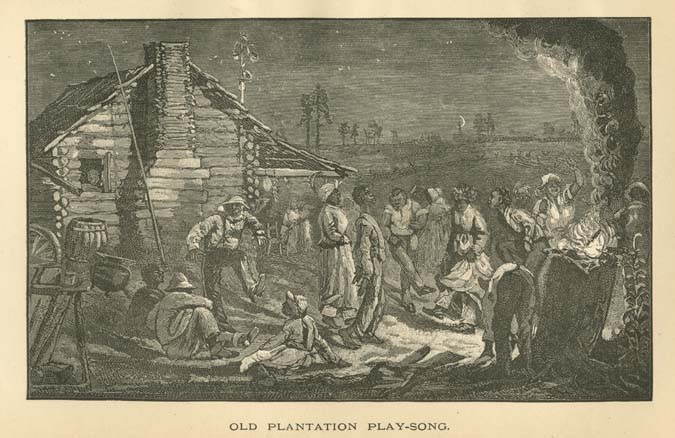
"Old Plantation Play Song", extrait des Contes de l'oncle Rémus, premier tome, 1881

Les Contes de l'oncle Rémus est une série d'histoires animalières, de chansons et de folklore oral recueillies auprès des Noirs du sud des États-Unis. Beaucoup d'histoires sont didactiques, comme les Fables d'Ésope et de La Fontaine. L'oncle Rémus est un vieil affranchi bienveillant qui sert de narrateur, transmettant les contes populaires à un jeune garçon blanc non nommé.
Avant leur publication en recueil, les premières histoires de l'oncle Rémus ont été publiées dans le quotidien The Atlanta Constitution en 1876. Harris reprenait alors la place d'un précédent auteur, Samuel W. Small (en), qui avait tenu une série de sketches écrits en dialecte sous le nom d'un vieil homme noir, "Old Si".
Les histoires sont écrites dans un dialecte oral transcrit, conçu par Harris pour rendre le parler noir du Sud profond. Pour ces choix stylistiques, la série de l'Oncle Rémus a suscité certaines controverses depuis sa publication. Oncle Rémus est une compilation de conteurs de Frère Lapin que Harris avait rencontrés pendant son séjour dans une plantation de Turnwold. Harris a déclaré que son utilisation du dialecte noir était un effort pour augmenter l'impact des histoires et leur ajouter une touche d'authenticité. Au moment de la publication, le travail de Harris a été salué pour sa capacité à restituer le dialecte noir des plantations.
Le genre récurrent est celui du farceur rusé, similaire par exemple au Roman de Renart.
Frère Lapin (Br'er Rabbit, abrégé de Brother Rabbit) est le protagoniste principal des histoires, enclin aux farces et aux tours pendables, qui est souvent opposé à Frère Renard (Br'er Fox)  et Frère Ours (Br'er Bear). 
Selon les traductions, il est aussi appelé Compère Lapin, Monsieur Lapin, ou petit père Lapin, de même que les autres personnages. Il est très similaire à Compère Lapin, un personnage du folklore créole, en particulier antillais.

## Ouvrages
Harris a publié six volumes des Contes de l'oncle Rémus entre 1881 et 1907; trois autres livres ont été publiés à titre posthume, après sa mort en 1908.[réf. nécessaire]
1. Uncle Remus, His Songs and His Sayings: The Folk-Lore of the Old Plantation (1881)
2. Nights with Uncle Remus: Myths and Legends of the Old Plantation (1883)
3. Daddy Jake the Runaway and Short Stories Told After Dark (1889)
4. Uncle Remus and His Friends: Old Plantation Stories, Songs, and Ballads With Sketches of Negro Character (1892)
5. The Tar-Baby and Other Rhymes of Uncle Remus (1904)
6. Told by Uncle Remus: New Stories of the Old Plantation (1905)
7. Uncle Remus and Brer Rabbit (1907)
8. Uncle Remus and the Little Boy (1910)
9. Uncle Remus Returns (1918)
10. Seven Tales of Uncle Remus (1948)

## Parutions en français
Dans la première traduction française de F. Blein, le traducteur a partiellement transposé l'écriture orale de l'original en « petit nègre » : Missié Lapin, Mâme Vache, etc. reprenant par là les connotations racistes pouvant être perçues dans l'original. Dans les éditions suivantes (à partir de Natha Caputo), le style oral reste marqué, mais le parler racisé d'Oncle Rémus disparaît.
- Joël Chandler Harris et Jean Hée, illustrateur (trad. de l'anglais par F. Blein), L'oncle Rémus ou le roman de Frère lapin, Paris, Librairie Lanore, 1933
- Joël Chandler Harris et Jean Hée, illustrateur (trad. de l'anglais par F. Blein), L'oncle Rémus ou le roman de Frère lapin, Elbeuf - Paris, Éditions Paul Duval, 1938, 90 p.
- L'Oncle Rémus raconte..., traduction de Natha Caputo, illustrations d'Ota Janeček, éditions La Farandole, 1978, 132 pages (ISBN 2-7047-0086-9), adaptation d'une édition tchécoslovaque de 1965 publiée par Artia.
- Le Bébé de goudron et 15 aventures de Frère Lapin / trad. Catherine Chicancard ; ill. Doris Smith. Paris : Livres du Dragon d'or, 1995, 64 p. Coll. "Livres pour toujours".  (ISBN 2-87881-139-9)

## Adaptations au cinéma et autres médias

### Livres jeunesse
Frère Lapin et les autres personnages ont notamment inspiré Enid Blyton pour sa série de livres jeunesse Jojo Lapin, dont le nom original Brer Rabbit est directement repris des Contes.

### Bandes dessinées
En 1902, l'artiste Jean Mohr a adapté les Contes de l'oncle Rémus en une bande dessinée de deux pages intitulée Ole Br'er Rabbit pour le quotidien de Philadelphie The North American.
Le McClure Newspaper Syndicate (en) a publié une planche du dimanche Br'er Rabbit dessinée par JM Condé du 24 juin au 7 octobre 1906.
La planche du dimanche Uncle Remus and His Tales of Br'er Rabbit (King Features Syndicate) a été publiée du 14 octobre 1945 au 31 décembre 1972, dans la série des Silly Symphonies Disney.

### Films et télévision
Films
- Les studios Disney on produit en 1946 Mélodie du Sud, un long-métrage musical, mêlant animation et prises de vues réelles, l'acteur James Baskett incarnant l'oncle Rémus[6]
- Le film Coonskin (1975) de Ralph Bakshi, une satire du film précédent, qui transpose les Contes de l'oncle Rémus dans le décor contemporain de Harlem sous une forme parodique
- The Adventures of Brer Rabbit (2006) des studios Universal Animation, une adaptation moderne des histoires avec la voix de Nick Cannon

#### Télévision
- Rémusz bácsi meséi (1967) de Magyar Televízió, une série télé hongroise de 13 épisodes.
- Jänis Vemmelsäären seikkailut (1987–1988) de Yle, une série télévisée finlandaise en huit épisodes diffusée sur Yle TV2, dans l'émission pour enfants Pikku Kakkonen.
- Brer Rabbit Tales (1991), un téléfilm de 47 minutes écrit et réalisé par Al Guest et Jean Mathieson pour Emerald City Productions.
- Brer Rabbit's Christmas Carol (1992) de Island Animation et Magic Shadows, une suite de 58 minutes du film précédent du même scénariste-réalisateur transposant l'intrigue d'Un chant de Noël de Charles Dickens avec les personnages de Rémus.

### Musique
L'oncle Rémus apparaît comme personnage secondaire dans l'opéra rock des Residents, Not Available, enregistré en 1974 et sorti en 1978.
"Uncle Remus" est une chanson de Frank Zappa et George Duke extraite de l'album Apostrophe (') de Zappa en 1974.
Dans le poème épique de Bob Dylan "Last Thoughts on Woody Guthrie", l'auteur énumère plusieurs personnages emblématiques de l'espoir et l'inspiration, en disant "ce truc n'est pas réel". Dans un couplet du poème, il dit "Et l'oncle Rémus ne peut pas vous le dire et le Père Noël non plus.",
Dans la chanson "Good Ole Boys Like Me" de Bob McDill, oncle Rémus "m'a mis au lit".